# Balmes viennoises
Pour l’article homonyme, voir Balmes.
Les Balmes viennoises sont une région naturelle française, située à cheval entre les départements de l'Isère et du Rhône.

## Géographie

### Délimitation

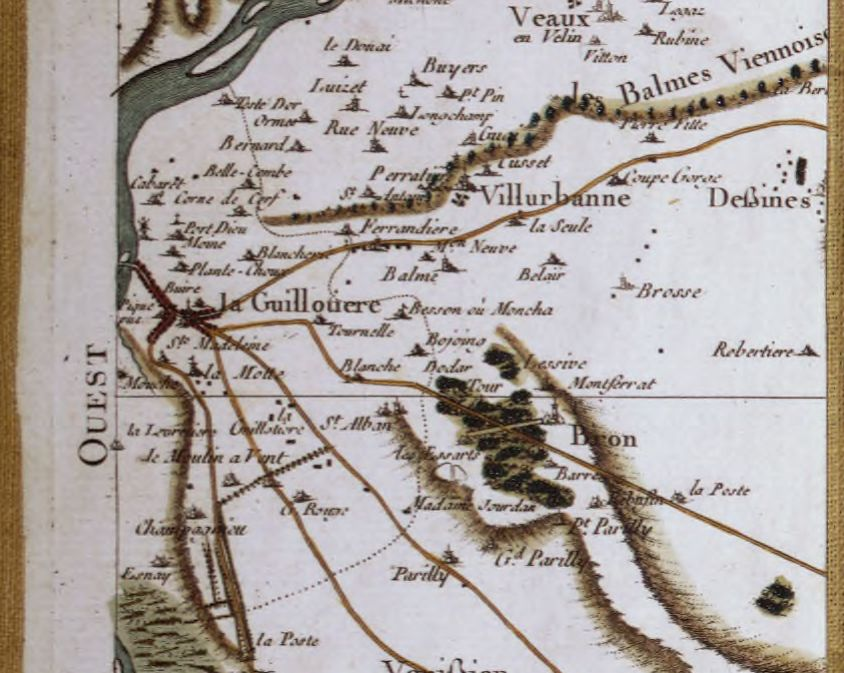
Extrait de la carte de Cassini de Lyon.

Aux XVIIIe et XIXe siècles, l'acception géographique des Balmes viennoises est vaste, puisqu'attribuée à un ensemble de collines délimitées par le Rhône à l'ouest, jusqu'à Lyon. Ainsi, sur la carte de Cassini, la mention toponymique « Balmes viennoises » apparaît pour décrire la corniche bordant le lit majeur du Rhône, entre Jonage et Lyon et passant par Villeurbanne et Décines-Charpieu.

« Entre Jonage et Lyon, sur une longueur d’environ 15 kilomètres, la vallée du Rhône s’élargit considérablement du côté de la rive gauche, et présente de vastes plaines formant deux étages bien distincts, dont la différence de niveau est rachetée par un escarpement connu dans le pays sous le nom de balmes viennoises, sorte de talus régulièrement incliné de 12 à 15 mètres de hauteur, au pied duquel la tradition prétend qu’un bras du Rhône coulait autrefois. Ces balmes règnent d’une manière continue depuis Jonage jusqu’à Villeurbanne. »

La réalisation d'un atlas des paysages de la région Rhône-Alpes dans les années 2000 a restreint cette délimitation à un secteur situé au nord-est de Vienne, borné au sud par la vallée de la Gère, à l'ouest par celle du Rhône, s'arrêtant au nord à Saint-Symphorien-d'Ozon et Mions, et à l'est à Diémoz et Saint-Georges-d'Espéranche.

## Géologie et relief

### Description paysagère
Le baron Achille Raverat les décrit en détail dans la douzième promenade de son ouvrage Autour de Lyon publié en 1865.
Les Balmes sont formées de collines boisées présentant parfois des pentes assez fortes. L’influence de la vallée du Rhône commence à s'y faire sentir, surtout sur le côté septentrional, où le climat et les essences fleurent un peu plus le Sud. Une autre influence est celle de l’occupation résidentielle, dont le gradient se fait également sentir à proximité de Vienne. Les collines des Balmes viennoises offrent deux perceptions contrastées. Traversées rapidement, elles présentent au regard des points d’accroche forts, comme le viaduc de la ligne TGV, le tracé rectiligne des deux départementales très roulantes, des zones industrielles et des dépôts pétroliers plantés au milieu des champs, le tout dans une ambiance sonore renforcée par le passage des avions.

## Patrimoine culturel et traditions
- Le menhir du Montaberlet, monument historique classé en 1889 : mégalithe situé entre le canal de Jonage et la route de Lyon à Crémieu, tout près d'une ancienne sucrerie. Le lieu où se trouve ce monument porte le nom du monument lui-même : il se nomme Pierra-Frita, Pierra-Freta, Pierre-Fritte. Sur la carte de l’État-major, il est indiqué sous le nom de Pierrefite. C'est un bloc erratique en roche granitoïde mesurant exactement 3,90 m de long, 7,80 m de détour, 1,25 m de hauteur au-dessus du sol et 0,9 m de largeur moyenne[5]. Sur la partie supérieure, on remarque cinq entailles, faites à environ quarante centimètres les unes des autres. On ne trouve sur ses différentes faces aucune autre trace de sculpture[6]. Ce menhir aujourd'hui presque couché était encore debout au sommet des Balmes Viennoises en 1840. Le propriétaire voulait le détruire, mais le service de cartographie de l’État-major s'y est opposé, parce qu'il avait pris ce monument pour un point de repère.